# 吉田朋生
吉田 朋生（よしだ ともき、1982年2月22日 - ）は、日本のラグビー選手。東芝ブレイブルーパスに所属。

## プロフィール
- 京都府出身。
- ポジションはスクラムハーフ(SH)。
- 身長 172cm、体重 81kg
- 日本代表キャップは25。（2015年9月現在）
- ニックネームはトモキ。

## 来歴
10歳からラグビーを始めた。
東海大仰星高校から東海大学に進み、2003年のU-21代表で主将を務めた。
2004年、東芝入社。2006年より主戦SHとして定着。
日本代表としては2007年の韓国戦で初キャップ。ワールドカップは2007年度と2011年度に出場した。